# 瓦特拉多爾內
瓦特拉多爾內是羅馬尼亞的城市，位於該國北部，距離首府蘇恰瓦75公里，由蘇恰瓦縣負責管轄，面積144.34平方公里，海拔高度792米，2009年人口16,623，大多數居民信奉東正教。

## 外部連結
- （罗马尼亚文） Vatra Dornei Town Hall official website
- （罗马尼亚文） Unofficial Vatra Dornei portal
- （罗马尼亚文） Vatra Dornei touristic portal （页面存档备份，存于）